# Bastasjön (Brandstorps socken, Västergötland)
Bastasjön är en sjö i Habo kommun i Västergötland och ingår i Motala ströms huvudavrinningsområde.